# José Ruiz Rosas
José Ruiz Rosas (Lima, 14 de mayo de 1928-ibid., 28 de agosto de 2018) fue un poeta peruano, de la llamada generación del 50, conjunto de creadores de especial importancia en la cultura del Perú contemporáneo.

## Biografía
Inició sus estudios escolares en el colegio La Salle. Aquejado por el asma, pasó luego largas temporadas en el balneario de Churín, en la sierra de Lima, y cursó la secundaria como interno en el colegio de La Merced, en la ciudad de Huacho, donde empezó a escribir sus primeros poemas. En 1946 ingresó a la Facultad de Química de la Universidad Nacional Mayor de San Marcos y al año siguiente a la Escuela de Periodismo de la Pontificia Universidad Católica, pero en 1949 decidió establecerse en Arequipa, ciudad donde permaneció más de sesenta años y produjo la mayor parte de su obra poética. En 1954 se casó con Teresa Cateriano y cuatro años más tarde fundó con su esposa la librería Trilce, centro de animación cultural en la Arequipa de los años 60. Fue luego funcionario de la Casa de la Cultura de Arequipa, director de la filial del Instituto Nacional de Cultura  (1977 -79) y director de la Biblioteca Municipal de Arequipa, cargo en el que se jubiló en 1991. El año 2008 la Academia Peruana de la Lengua lo incorporó como miembro correspondiente. En 1980 radicó por algunos meses en México y pasó años más tarde algunas temporadas en Europa. Es hermano del destacado pintor Alfredo Ruiz Rosas (Lima, 1926 -2002). Es padre de la escritora y traductora literaria Teresa Ruiz Rosas, del poeta Alonso Ruiz Rosas, del diplomático Rolando Ruiz Rosas y de la productora de televisión y empresaria Ximena Ruiz Rosas.

## Obras
Aunque su primera colección de poemas, “Sonetaje”, apareció en Arequipa en 1951, su obra insular y solitaria despertó el interés de algunos círculos literarios con la publicación de “Esa noche vacía” (1967) y “Urbe” (1968). “Caso insólito el de Ruiz Rosas –escribió entonces el crítico Jorge Cornejo Polar- salido a la luz tras largos años de trabajo en la sombra, de lenta maduración, de exigente, rigurosa autocrítica, para crear una obra de calidad, consagrada rápidamente en diversas competiciones y para constituirse él mismo en una de las voces más personales de la poesía peruana de hoy”. En 1976 la publicación de “La sola palabra” confirmó el valor y la originalidad de su obra. En 1978 fue editada la serie de sonetos “Arakné”, con los dibujos de Cristina Gálvez que le sirvieron de inspiración. En 1980 su “Elogio de la danza” fue premiado en el Concurso Internacional de Poesía convocado por el Taller Coreográfico de la Universidad Nacional Autónoma de México. En esa misma década publicó “Vecino de la muerte” (1985) y “Llaqui Urpi” (1986).  En 1990 la Universidad Nacional de San Agustín de Arequipa publicó su “Poesía reunida”  y en el año 2009 el Gobierno Regional de Arequipa editó a manera de homenaje su “Obra poética”, con el conjunto de sus libros publicados y buena parte de su poesía inédita. “Es ella- afirma también Jorge Cornejo Polar- la expresión verbal de una existencia vivida en función poética, porque es así, en el diario, inevitable choque de una sensibilidad aguda, abierta y singular con el desfile interminable de los grandes y pequeños sucesos que llenan las horas de la vigilia y aún asoman en las del sueño, como se han ido forjando estos poemas”. “Ajena a cenáculos o grupos –señala el poeta y traductor Jorge Nájar- su aventura halla significado dentro de la tradición mayor de la lengua y en el análisis de la anomalía que constituye la consistencia de su voz”.  Para el poeta Oswaldo Chanove: “ José Ruiz Rosas se ha sumergido cotidianamente en el universo ficticio de la palabra (…). Eso ha convertido su obra en una auténtica bitácora de un hombre (poco) común”  Al decir de Carlos Germán Belli, en la poesía de José Ruiz Rosas “todo viene como anillo al dedo, / pues de él es enjundiosa la palabra / o medida o libérrima, / que de su pluma brota como un río”.

## Obra publicada
- Sonetaje. Impresora Minerva, Arequipa, 1951.
- Esa noche vacía. Ediciones Trilce, Arequipa, 1967
- Urbe / Retorno a tiempos. Ediciones Homo, Arequipa, 1968.
- La sola palabra. Editorial Ames, Lima, 1976
- Arakné / Dibujos de Cristina Gálvez . Perugraph Editores, Lima, 1972.
- Tienda de Ultramarinos.  Editorial Urpillay, Arequipa, 1978.
- Vigilias del cristal y de la bruma. Ed. Madero, Arequipa, 1978.
- Elogio de la danza. Taller Coreográfico de la UNAM, México, 1980.
- Diálogo a solas. Ediciones Cuaderna Vía, Tacna, 1982
- Vecino de la muerte. Libros de Macho Cabrío, Arequipa,  1985.
- Llaki Urpi. García Editor, Arequipa, 1986.
- Poesía reunida. Universidad Nacional de San Agustín, Arequipa, 1990.
- La primera sílaba. La Campana Catalina, Arequipa, 2000.
- Obra poética. Gobierno Regional, Arequipa, 2009.
- Enigmas. Biblioteca Abraham Valdelomar, Lima, 2014.
- Inventario permanente / Antología esencial. Huerga y Fierro, Madrid, 2018